# Cortesia heráldica

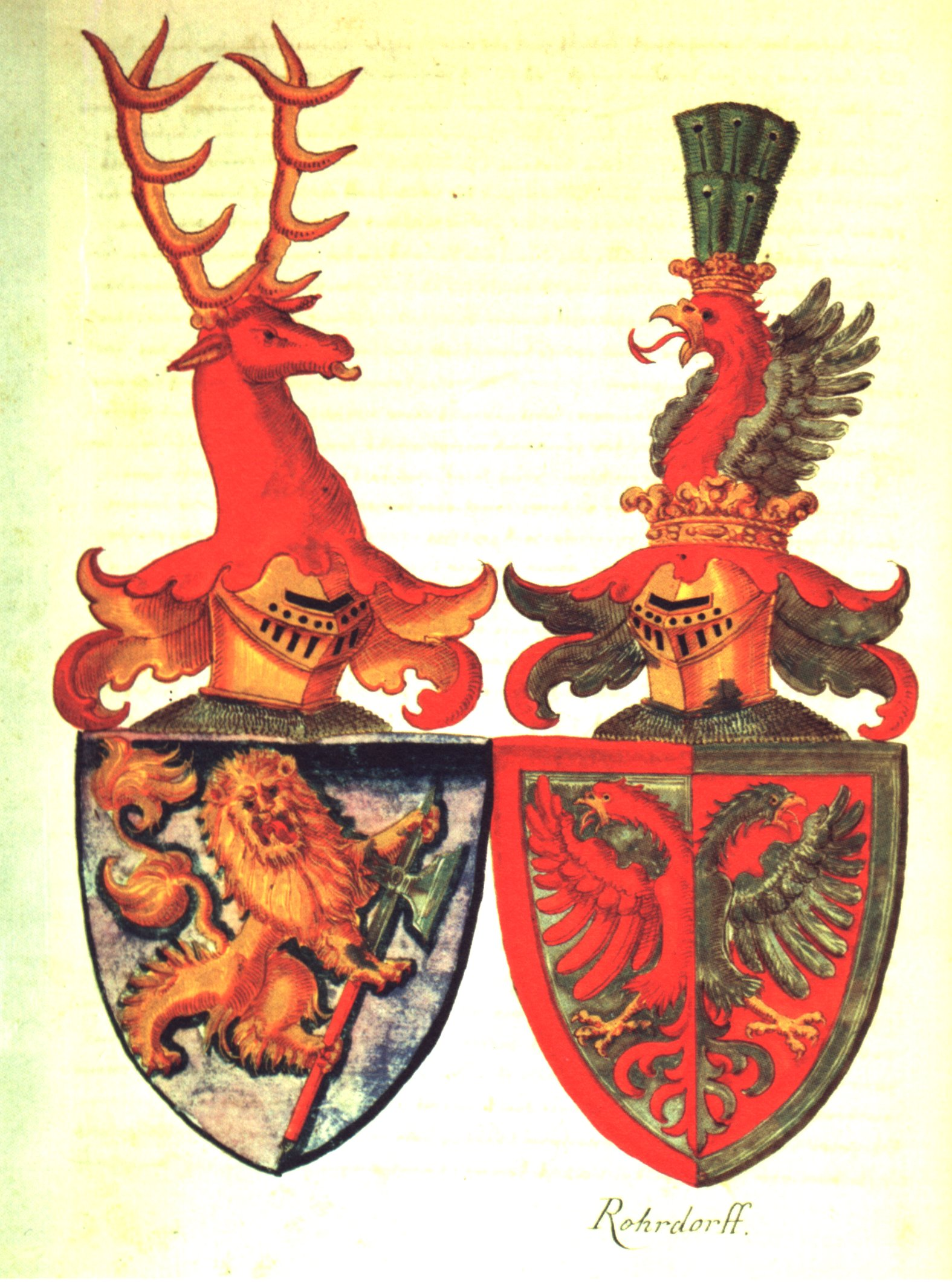
Armas em courtoisie

Cortesia heráldica ou courtoisie é um termo usado em heráldica quando duas armas são combinadas uma próximo da outra. Uma arma direita é uma imagem espelhada, dessa forma sua carga é voltada para a arma esquerda, fora de cortesia. Geralmente isso é feito, quando as armas estão mostrando uma aliança.
Esta colocação de duas armas próximas uma da outra é frequentemente usada na prática armorial alemã, enquanto que na heráldica inglesa, o impalamento é mais comum.